# I'm from Barcelona
I'm from Barcelona sono un gruppo musicale svedese, formatosi a Jönköping nel 2005 formata da ventinove membri e nota per il suo ecclettico pop orchestrale fatto di un mix di strumenti come clarinetto, sassofono, flauto, tromba, banjo, accordeon, kazoo, chitarra, batteria, e tastiere.  La maggior parte dei ventinove membri del gruppo effettua principalmente i cori d'accompagnamento, mentre la voce principale è quella di Emanuel Lundgren che è anche il fondatore del gruppo, oltre che l'autore di testi e musiche.

## Formazione
| - Johan Aineland (Accordeon, Mandolino) - Martin Alfredsson (Sintetizzatore, Glockenspiel) - Mathias Alriksson (Voce) - Marcus Carlholt (Voce) - Julie Witwicki Carlsson (Voce) - Mike Elio (Voce) - Philip Erixon (Percussioni, Voce) - Anna Fröderberg (Voce) - Olof Gardestrand (Batteria) - Tina Gardestrand (Voce, Piano) | - Tobias Granstrand (Chitarra) - Mattias Johansson (Sassofono) - Fredrik Karp (Sassofono) - Micke Larsson (Voce) - Daniel Lindlöf (Chitarra, Banjo) - David Ljung (Tromba) - Rikard Ljung (Omnichord, Sintetizzatore) - Emanuel Lundgren (Cantante, Chitarra) - Johan Mårtensson (Voce) | - Cornelia Norgren (Voce) - Emma Öhnell (Voce) - Frida Öhnell (Voce) - Erik Ottosson (Tuba) - Christofer Olofsson (Piano, Sintetizzatori) - Henrik Olofsson (Basso) - Jacob Sollenberg (Clarinetto) - Jonas Tjäder (Voce) - Johan Viking - Jakob Jonsson (Tromba) |

## Discografia

### Album
| Anno | Album                       | Posizione | Posizione | Posizione | Posizione |
| Anno | Album                       | SWE       | BEL (Vl)  | FR        |           |
| ---- | --------------------------- | --------- | --------- | --------- | --------- |
| 2006 | Let Me Introduce My Friends | 19        | 68        | 123       |           |
| 2008 | Who Killed Harry Houdini?   | –         | –         | 186       |           |
| 2010 | 27 Songs from Barcelona     | –         | –         | –         |           |
| 2011 | Forever Today               | –         | –         | –         |           |
| 2015 | Growing Up Is for Trees     | –         | –         | –         |           |

### EPs
| Anno | Singoli | Posizione | Album                       |
| Anno | Singoli | SWE       | Album                       |
| ---- | --- | --------- | --------------------------- |
| 2006 | Don't Give Up on Your Dreams, Buddy! (EP) (contiene "We're from Barcelona" / "Treehouse" / "Ola Kala" / "The Painter") | 12        | Let Me Introduce My Friends |